# Grindefangst
Grindefangst (færøsk grindadráp) er fangst af grindehvaler og er på Færøerne en fangsttradition som menes at gå helt tilbage til vikingetiden. Lov angående grindehvaler (om fordelingen af hvalkød) nævnes i Fårebrevet, som er en del af den norske Gulatingslov fra 1298. Jagten opstår spontant og ikke planlagt. Der udsendes grindebud, når en flok grindehvaler opdages tæt på land, dette kan ske hele året, men sker som oftest i sommermånederne, hvorefter grindehvalerne indkredses af både, drives ind til den nærmeste godkendte hvalbugt og helt op på stranden, hvorefter de slagtes med et enkelt hug mod rygmarven. Derefter fordeles kød og spæk ligeligt mellem alle i området, eller kun blandt dem der deltog i fangsten, det er forskelligt fra sted til sted og kommer også an på hvor mange hvaler der er tale om. For de fleste færinger er det en vigtig del af deres historie og madkultur og et vigtigt supplement til deres kost, og et supplement til deres økonomi, da maden er gratis og de derved i mindre grad behøver at købe kød fra supermarkedet. Folk som bor ude på de små øer har ikke de store muligheder for en høj indkomst og klarer sig hovedsagelig af hvad naturen kan bringe dem af fisk, hvalkød, fugl, egen fåreavl og dyrkning af kartofler og evt. majroer og rabarber. Grindefangsten er ikke-kommerciel, dog står der i reglerne at kødet kan sælges, og i Tórshavn kan grindekødet til tider også købes i supermarkeder. Det er op til folk selv, om de spiser alt kødet selv eller om de giver det videre eller evt. sælger det. Der slagtes hvert år ved drivfangst mellem 0 og 1300 grindehvaler på Færøerne, i gennemsnit ca. 800 grindehvaler årligt (i tallene er kun grindehvaler medregnet, enkelte år forekommer også andre slags hvaler), og der er lovmæssige regler for, hvordan hvalerne sammendrives, slagtes og fordeles.
Private og internationale organisationer kritiserer grindefangsten for at være grusom, blodig og unødvendig. De fleste færinger føler sig udnyttede af disse organisationer, der tit bruger de følelsesmæssigt stærke billeder af grindefangsten med havet som er farvet rødt af hvalernes blod som blikfang i deres kampagner mod hvalfangst. Slagtning af andre dyrarter, som f.eks. grise, køer og får, foregår bag lukkede døre på slagterier og blodet er skjult for offentligheden.
Selv om de fleste færinger afviser den hårde kritik af grindefangsten, så foregår der alligevel mange diskussioner om emnet i det færøske samfund, og nogle færinger har åbent tilkendegivet, at de nu er imod grindefangst og synes, at det bør forbydes. En færing, som er imod grindefangst, er fotografen Ingi Sørensen, som bl.a. er kendt for at tage billeder af det farverige dyre- og planteliv ved Færøerne.
Grundet den stigende forurening af havene er grindehvalkød i dag stærkt forurenet af kviksølv og andre skadelige kemiske stoffer. Den tidligere embedslæge på Færøerne, Høgni Debes Joensen og forskeren Pál Weihe, har beskrevet kødet som uegnet til menneskeføde pga. forureningen, men den officielle anbefaling fra den færøske Fødevarestyrelse er i dag at begrænse indtaget til højst en gang om måneden, og helt undlade at spise lever og nyrer. Der er særlige anbefalinger til fødedygtige, gravide og ammende kvinder.
På trods af, at kød og spæk fra grindehvalen er forurenet, har Færøerne en højere forventet levetid end f.eks. Danmark. Færøske kvinder kan ved fødslen forvente en levetid på 84,1 år, mens færøske mænd fra fødslen kan forvente at leve til de er 79,4 år.
En af de aktive deltagere i fortiden var det danske MF Magni Arge.[kilde mangler]

## Forbedring af grinderedskaber af dyreetiske hensyn
Dyreværnsorganisationer som f.eks. Sea Shepherd Conservation Society har siden 1980'erne kritiseret færinger for at bruge brutale drabsmetoder ved slagtning af grindehvaler. Færinger har taget kritikken alvorligt, og har forbudt flere af redskaberne, som tidligere blev brugt under selve jagten og under selve aflivningen. Af de gamle redskaber er kun grindekniven og kast med sten endnu tilladt. Dog er kast med sten (fastakast eller leysakast) ikke så almindeligt mere og måske ikke så nødvendigt som før, da man nu bruger motorbåde, hvor man før i tiden brugte robåde, og for at lave larm og skræmme hvalerne i en bestemt retning, så råbte de og kastede med løse sten og med faste sten, som de havde liggende i båden. Fastasteinur er en sten, som er bundet fast i et reb, således at manden som kaster den ud i havet, derefter kan trække den tilbage og genbruge den. Sóknarongul, en spids krog, blev før i tiden brugt fra båden, den blev i 1986 delvis forbudt, på den måde, at den fortsat var tilladt at have ombord på sysselmandens båd og grindeformændenes både, men senere blev den forbudt i det hele taget og bruges ikke længere. Man mente, at den påførte hvalerne unødig stor smerte og kunne undværes. I stedet har dyrlægen Jústines Olsen udviklet en ny grindekrog som kaldes blåsthulskrog (blástrarkrókur eller blástrarongul), den har stump spids og derfor skærer den ikke ind i hvalens kød. Den er konstrueret således, at den passer til hvalens blåsthul. Den bruges ikke ombord på bådene men inde fra stranden, mændene som står inde på land venter på signal fra sysselmanden eller en grindeformand, hvis sysselmanden ikke kan være til stede, til at selve aflivningen af hvalerne kan starte. Mændene inde på land går derefter ud imod hvalerne og sætter en blåsthulskrog fast i hvalens blåsthul, hvis det skønnes nødvendigt. Derefter trækker en række mænd hvalen længere ind på land, hvorefter en af mændene, som har ansvaret for selve aflivningen, stikker rygmarvskniven (mønustingari), som er et nyt grinderedskab, ned i hvalen ryg, en håndsbredde bag ved blåsthullet, derved afskæres rygmarven og hvalen lammes og dør i løbet af sekunder. Ofte gør hvalen et smæld med halen i samme sekund som den får mønustingin, som det kaldes på færøsk, det er en slags dødskrampe, som sker da rygmarven skæres over. Det færøske folketingsmedlem, Sjúrður Skaale skrev et læserbrev i Jyllands-Posten den 21. august 2014 med titlen Grindedrab er eksemplarisk dyrevelfærd. I læsebrevet nævner han bl.a., citat: "Grise og køer har også dødskramper. De skæres også op. Og deres blod løber ud. Det kan bare ikke ses."
Andre forhenværende grinderedskaber er også blevet forbudt ved lov på Færøerne, f.eks. skutil - en slags harpun og hvalvákn - en slags spyd, som mændene havde ombord på bådene og kastede efter hvalerne. I dag er det ikke tilladt at skade hvalerne, før selve aflivningen finder sted, efter at hvalen er strandet.
Grindebekendtgørelsens paragraf 15 giver påbud om, hvorledes hvalerne skal aflives.
Grindelovbekendtgørelsens § 15 på færøsk:
§ 15.
- Tá grindin er komin á land ella so nær landi, at hvalirnir liggja fastir, gevur sýslumaðurin ella grindaformaðurin boð um, at nú kunnu hvalirnir verða avlívaðir.
- Stk. 2. Gerast skal fast á hvønn einstakan hval við blásturkróki, áðrenn mønustingurin verður givin. Frá 1. mai 2015 skal mønustingurin gerast við mønustingara.
- Stk. 3. Hvalur, sum ikki er komin at landi, kann verða krøktur í blástrið við blásturkróki og drigin inn, til hann liggur fastur.
- Stk. 4. Ikki kann verða høgt við sóknarongli frá landi ella frá báti uttan so, at sýslumaðurin ella grindaformaðurin hevur givið serligt loyvi til tess. Heldur ikki kann verða skorið á háls frá báti uttan so, at sýslumaðurin ella grindaformaðurin hevur givið serligt loyvi til tess.[7][8]

Lovteksten i dansk oversættelse (ikke autoriseret oversættelse):
§ 15.
- Når hvalerne er strandet eller er kommet så tæt på stranden, at hvalerne ligger fast, giver sysselmanden eller grindeformanden besked om, at nu kan hvalerne aflives.
- Stk. 2. Blæstkrogen skal fastgøres til hver enkelt hval, inden rygmarven skæres over. Fra 1. maj 2015 skal rygmarvskniven bruges til at overskære rygmarven.
- Stk. 3. En hval, som ikke er kommet helt ind på stranden, kan få en blåsthulskrog i dens blåsthul, og derefter trækkes ind på stranden, indtil den ligger fast.
- Stk. 4. Det er ikke tilladt at hugge med spids grindekrog (sóknarongul) fra stranden eller fra båd, undtagen hvis sysselmanden eller grindeformanden har givet særlig tilladelse til dette. Det er heller ikke tilladt at skære hvalens hals fra båden, undtaget hvis sysselmanden eller grindeformanden har givet særlig tilladelse til dette.

### Redskaber som er tilladt
Udover redskaber bruger grindemændene ombord på bådene også deres stemmer, de råber og kan også lave bankende lyde mod båden, for at styre grindeflokken derhen som man ønsker, sædvanligvis ind til den nærmeste og efter vind og strømforhold bedst egnede hvalbugt, som er godkendt til grindefangst af Lagtinget. De redskaber, som er tilladt under et grindefangst, er følgende:
- leysakast og fastakast (løse sten eller faste sten, dvs. en sten bundet i et reb), disse kan bruges til at skræmme hvalerne til at svømme i en bestemt retning, men det var mest før i tiden, dengang man brugte robåde. Nogle både har dog endnu fastakast ombord på bådene.[9]
- blásturkrókur eller blásturongul - en afrundet krog, som er beregnet som et redskab som grindemændene som står inde på land, kan bruge, de venter indtil grindehvalerne er strandede, hvorefter de sætter krogen fast i hvalens blåsthul for at kunne hive den længere ind på stranden og for at få mere kontrol over den før selve aflivningen. Før i tiden blev en sóknarongul brugt, den var spids og påførte hvalerne unødig megen smerte, disse er forbudt med lov og må ikke bruges.
- mønustingari - rygmarvskniv eller rygmarvsspyd (spinal cord knife på engelsk)[10], som er beregnet til at skære hvalens rygmarv over ved halshvirvlerne. Dette redskab stikkes ned i hvalen ca. en hånds bredde bagved hvalens blæsthul, derved skæres rygmarven over og hvalen dør efter et par sekunder.[11]
- grindaknívur - grindekniv - denne brugtes før i tiden til selve aflivningen, men bruges i dag efter at mønustingari er brugt til selve aflivningen, grindekniven bruges til at skære hvalens hals, således at så meget blod som muligt forlader hvalens krop, derved bliver kødets kvalitet så god som muligt.[12]

### Redskaber som ikke længere er tilladt
Disse redskaber har før været i brug under grindefangst eller grindejagt på Færøerne, men er ikke længere tilladt:
- sóknarongul - en spids krog, som blev hugget ind i hvalen for at få et greb om den og for at kunne trække den ind på stranden. Dette redskab er blevet forbudt, da det kan medføre unødig stor smerte for hvalerne. I stedet er et nyt redskab opfundet, en blásturongul. Dog kan sysselmanden eller en grindeformand i særlige tilfælde give tilladelse til brug af sóknarongul jfr. § 15, stk. 4.
- skutil - en slags harpun, den er ikke tilladt længere, da den kan medføre hvalen unødig megen smerte.[13]
- hvalvákn - en slags spyd, den er ikke tilladt længere, da den kan medføre hvalen unødig megen smerte.

## Fangstens forløb

### Grindaboð: Grind er lokaliseret
Historisk set fungerer det således, at så snart der observeres grindehvaler nær en by eller bygd, går beskeden grindaboð! ("grindebud!") som en løbeild gennem øsamfundet, hvorefter folk strømmer til. Tidligere gik buddet fra mund til mund og gennem andre signaler (bl.a. bavnebål), men i moderne tider bruges både radio (særligt i 70'erne og 80'erne), mobiltelefoner og internettet.
Grindehvalerne jages ind til bestemte pladser, som har særlig tilladelse til drabet og som nævnes i Grindeloven. Disse strande skal være særlig velegnede til at hvalerne kan strande, så mændene kan komme til, så aflivningen kan ske så hurtigt og smertefrit som muligt. Før i tiden kunne det være livsfarligt at drive hvalflokkene ind, men med nutidens motorbåde er risikoen formindsket. Grindefangsten foregår mestendels om sommeren men kan ellers ske hele året. Det er ret tilfældigt, hvornår der er grindefangst, det kommer an på, hvornår en flok grindehvaler kan ses tæt på land, man tager ikke ud for at lede efter dem, de kan ses fra land eller fra en båd eller skib. Den som finder en flok hvaler og giver besked om dette belønnes med finningarhvalurin (finderhvalen), vedkommende får enten en hel eller en halv hval som belønning, en hel, hvis det er en båd som finder hvalerne og bliver hos dem, indtil andre er ankommet, og en halv hval, hvis man f.eks. finder hvalerne inde fra land eller f.eks. fra en af færgerne, som sejler mellem øerne.

### Hvalvágir - Godkendt hvalvåg eller hvalbugt
Hvalvágir betyder "hvalbugter" på dansk. 24 sandstrande har tilladelse til Grindefangst: Bøur, Fámjin, Fuglafjørður, Funningsfjørður, Syðrugøta, Húsavík, Hvalba, Hvalvík, Hvannasund, Klaksvík, Leynar, Miðvágur, Nes-Hvalba, Norðragøta, Norðskáli, Sandavágur, Sandur, Syðrugøta, Tórshavn, Trongisvágur, Øravík, Vágur, Viðvík og Vestmanna. I statistikken over grindefangst på Færøerne siden 1854 bliver ovennænvnte strande oftest nævnt.

### Selve fangsten
Hver bådsfører er lovmæssigt forpligtet til at sørge for, at de tilladte redskaber kommer med i båden kaldet grindabátur ("grindebåd"), normalt en fritidsfiskebåd til linefiskeri, i gamle dage skete dette i de traditionelle færøske robåde af træ og uden motor.
Når en grindeflok er observeret tæt ved kysten, sender den person som har opdaget grindeflokken, grindebud. Hvis vedkommende er i en båd, så placeres båden ved grindeflokken og venter indtil flere både kommer til, denne båd har ret til at få den største grindehval som belønning for at have fundet grinden, finningarfiskurin. Når der er nok af både, og sysselmanden har givet tilladelse til at grindefangst kan foretages, danner bådene en halvcirkel i et forsøg på at afskære grindehvalernes adgang til det åbne hav, og flokken drives ind mod stranden ved en godkendt fjord eller vig, hvor grindemænd står og venter. Det er lettest at aflive hvalerne, hvis de strander, så det forsøger mændene ombord på bådene at opnå. Når hvalerne er strandet, giver sysselmanden eller en af grindeformændene signal til at nu kan hvalerne dræbes, hvorefter de vader ud mod hvalerne afliver dem ved stik i nakken med et særlig skarpt våben, en slags spyd, som kaldes mønustingari, derved skæres rygmarven over og grindehvalen lammes og dør hurtigt. De hvaler, der ikke når langt nok ind på det lave vand, bliver med en speciel stump prop-krog (blásturongul), der stikkes ind i hvalens åndehul, halet ind på stranden. Tidligere brugtes spyd (hvalvákn) og spidse grindekroge (sóknarongul), men disse blev i 1985 af dyrevelfærdshensyn forbudt ved lov. Et nyt våben er opfundet og taget i brug med gode resultater, det er en mønustingari (rygmarsstikker), som er specialdesignet til hurtigt og præcist at ramme og overskære grindehvalens rygmarv, så den lammes og dør hurtigt. Dette våben blev lovligt og taget i brug i 1998.
Ifølge arkæologiske fund i Gøta har de 2-5 meter lange tandhvaler længe været en del af færingernes eksistensgrundlag. Fangsten fordeles mellem deltagerne i selve jagten og de øvrige beboere i bygden eller byen – det sker efter helt faste regler, der sikrer, at alle får sin del. Selv en nyfødt har efter reglerne ret til grindekød. Grindekødet udgør omkring 4-6% af færingernes samlede kødforbrug.[kilde mangler]
Desuden har der aldrig været drevet kommerciel jagt på hvalerne. Når myndighederne (sysselmanden) skønner, at der et år har været fanget nok grind i hans område (sogn) til at dække befolkningens behov, forbydes yderligere jagt i området.

### Fordeling af fangsten

#### Finningarfiskur
Der er særlige regler angående finningarfiskur dvs. at en hval gives til den person eller den båd, som fandt grindeflokken, det står også i grindelovens kapitel 5, paragraf 28, hvis grinden opdages af en båd og denne bliver hos flokken, indtil andre både kommer til, så har mændene på båden ret til at få den største hval eller et antal mindre hvaler, der i skind svarer til den største hval. Hvis båden der finder grindeflokken udsender grindebud, men ikke bliver hos grinden, indtil andre både kommer til den, så skal finningarfisken deles mellem den båd som fandt den og sendte grindebud og mellem den båd som ankom først til flokken. Det samme er gældende, hvis grindeflokken opdages af folk på land, som sender bud, de får halvdelen af den største hval, medens den anden halvdel går til den båd som ankommer først til grindeflokken.

#### Fordeles gratis til alle
Bortset fra, at den som finder hvalflokken får en hel hval eller en halv hval som belønning, og at sysselmanden også får en større del end andre, og nogle steder får de som deltager i grindefangsten også en større del, så bliver kødet og spækket af hvalerne fordelt ligeligt mellem alle som bor i området, som oftest fordeles kød og spæk til alle i den sogn, hvor grindefangsten fandt sted, men hvis der er tale om en stor flok og at sysselmanden skønner, at der er mere end rigeligt kød til folk som hører til sognet, så kan han afgøre, at kødet og spækket skal fordeles til andre naboområder også. Kødet og spækket fordeles gratis til alle. Det sælges normalt ikke i supermarkeder, men det kan dog ske, det er ikke ulovligt. De som får hvalkød og spæk udleveret gratis, bestemmer selv om de selv spiser det, giver det videre til andre eller evt. sælger det videre. Det er svært at sige, hvor stor økonomisk betydning kød og spæk fra grindehvaler har for Færøerne, men det kan konstateres, at hvis folk ikke fik kød og spæk fra grindehvaler, så ville de i stedet være nødt til at købe kød fra et supermarked i stedet, så det er mere et spørgsmål om hvor mange penge folk sparer, end hvor stor økonomisk betydning grindehvalfangsten på Færøerne har. Før i tiden havde grindehvalfangst en stor betydning for overlevelse, nu har det betydning for hvor godt man klarer sig. Hvalkødet og spækket har også ernæringsmæssig betydning, da mange færinger mangler D-vitamin pga. den lange mørke vinter og ændrede kostvaner, og spækket indeholder meget D-vitamin, samt at hvalkødet indeholder store mængder af carnitin, som mange færinger mangler, da der er en høj forekomst af den arvelige sygdom CTD, som gør at folk mangler carnitin, og hvis de ikke får det tilført enten med kosten eller som kosttilskud, så dør de. Flere forskere skønner, at en ud af 200 færinger har sygdommen CTD.

### Dødsulykke under grindefangst i Sandvík i 1915
Lørdag den 13. februar 1915 var der grindefangst i Sandvík, som er den nordligste bygd på Suderø. Under selve jagten skete der en ulykke, hvor to både kæntrede inde i selve vigen. Alle mændene fra de to både - undtagen én - druknede i ulykken. Fjorten mænd fra Sandvík og Hvalba mistede livet og ulykken er en af de værste i Færøernes historie og omtales som Skaðagrindin í Sandvík. En mand fra Hvalba, som kaldtes Petur í Køkini, skrev et brev om ulykken, som kostede hans søn livet. Selv var han den eneste overlevende. Brevet er skrevet på dansk, da færinger ikke fik undervisning i deres modermål dengang. Brevet starter således:
"Det er med megen sorg, at jeg skriver dig disse linjer. Vi har i går mistet vor dejlige søn (Niels Peter Joensen) i en grindedræbning i Sandvík. Der var så megen brænding, at to både kæntrede, 9 mand i den ene og 6 i den anden. Jeg selv var med og den eneste, som blev reddet. Jeg var flere gange løs fra båden og langt nede, men jeg fik hele tiden fat i ham igen. Efter længere tid kom en båd mig til hjælp. Du må ikke tro at jeg bare var glad for at blive reddet. Det var kun for Marianes og døtrenes skyld. Min broder Hans døde også. I alt 14 unge mænd og drenge som Peter. Det er en utænkelig sorg, både ude, hvor han plejer at arbejde, og ikke mindst hjemme."

## Hvalfangststatistik
Hvalfangsten opgøres i måleenheden skinn. Der bruges en målestang, som viser, hvor meget et skinn er. Man starter med at måle fra hvalens øje. Det var Vågøpresten og provsten Niels Johnsen Struer (præst og provst fra 1822 til 1838), som fandt på at bruge denne type mål og at mærke hver eneste hval med et nummer, så folk vidste, hvilken hval de skulle skære op. Ifølge Heimabeiti.fo, så mener grindemænd og grindeformænd, at 1 skinn grind svarer til 50 kg hvalkød og 25 kg spæk, men undersøgelser og optælling, som er foretaget af Dorete Bloch viser, at 1 skinn = 38 kg grindhvalkød + 34 kg hvalspæk – i alt 72 kg.
Hvalfangststatistikken går helt tilbage til 1584 og er den ældste statistik over fangst af dyr i hele verden. Man ved, at hvalfangsten på Færøerne går endnu længere tilbage, vejledninger angående hvalfangst nævnes i Fårebrevet (Seyðabrævið), som er en lov fra 1298.
Grindehvalfangst fra 1709 til 1950
| Tidsrum   | Flokke | Hvaler  | Skinn     |
| --------- | ------ | ------- | --------- |
| 1709-1950 | 1.195  | 178.259 | 1.360.160 |

Grindehvalfangst i perioder på 10 år frá 1951 til 2000
| Tidsrum   | Flokke | Hvaler | Skinn   |
| --------- | ------ | ------ | ------- |
| 1951-1960 | 122    | 18.772 | 99.102  |
| 1961-1970 | 130    | 15.784 | 79.588  |
| 1971-1980 | 85     | 11.311 | 69.026  |
| 1981-1990 | 176    | 18.806 | 108.714 |
| 1991-2000 | 101    | 9.212  | 66.284  |

Grindehvalfangst pr. år siden 2001
| Tidsrum | Flokke | Hvaler | Skinn |
| ------- | ------ | ------ | ----- |
| 2001    | 11     | 918    | 7.447 |
| 2002    | 10     | 626    | 4.263 |
| 2003    | 5      | 503    | 3.968 |
| 2004    | 9      | 1.010  | 8.276 |
| 2005    | 6      | 302    | 2.259 |
| 2006    | 11     | 856    | 6.614 |
| 2007    | 10     | 633    | 5.522 |
| 2008    | 0      | 0      | 0     |
| 2009    | 3      | 310    | 2974  |
| 2010    | 16     | 1107   | 8008  |
| 2011    | 10     | 726    | 4683  |
| 2012    | 12     | 713    | 4962  |
| 2013    | 11     | 1104   | 8302  |
| 2014    | 2      | 48     | 341   |
| 2015    | 7      | 508    | 3598  |

- I 2014 strandede fem døglinger i Hvalba. Der skønnedes ikke at være nogen mulighed for at få dem ud igen, derfor gav sysselmanden besked om at de kunne aflives og kødet fordeles i området. Døglingespækket er dog uspiseligt, men kødet spises og tilberedes ligesom kød fra grindehvaler.
- I 2015 strandede to døglinger i Sandvík. Sysselmanden gav tilladelse til at de kunne aflives og kødet fordeles til borgerne i Hvalbiar kommune (Sandvík og Hvalba og Nes-Hvalba). Der var 6 tons kød fra de to døginger, det blev til 7,2 kg kød til hver enkelt borger i kommunen.

## Grindehvalen som mad
En stor del af det færøske køkken består af kød. På grund af det færøske klima og landsskab er det umuligt at dyrke, korn og grøntsager i tilstrækkelige mængder. Der er dog tradition for at familier som har et stykke jord, dyrker deres egne kartofler, men det dækker langt fra behovet for kartofler, som indføres fra bl.a. Danmark, Holland, Spanien og Storbritannien. Kød og kornprodukter indføres også, selv fårekød importeres fra bl.a. Island og New Zealand. Størstedelen af landarealet bruges til får, en lille del til græsning af køer. Grindehvalen har altid været en del af det færøske køkken, før i tiden da man ikke havde frysere og køleskabe var man afhængig af at salte og tørre kød og spæk af hvalen, ligesom man også tørrede eller saltede fårekød og fisk. De traditionelle tilberedningsmåder bruges stadig, dog er fryseren også taget i brug, så man nemt kan gemme større mængder kød og spæk, hvorefter man kan tage det ud efter behov og koge det. Hvalspækket saltes ofte og spises ikke kun sammen med hvalkød men også sammen med f.eks. tørfisk og ræst fisk (halvtør fisk med kraftig lugt og smag). Hvalkød og spæk er gratis, det uddeles til alle i det område, hvor et grindedrab sker, eller til andre områder i nærheden, hvis der har været grindefangst der for nylig og hvis sysselmanden skønner, at folk i området har nok af hvalkød og spæk. Det at folk får gratis hvalkød gør at de sparer udgifter til kød, som de ellers ville have været nødt til at købe fra supermarkedet.

### Hvalkød og spæk som kilde til karnitin, vitaminer og mineraler
I 1995 blev den første færøske patient med den arvelige sygdom Karnitintransportørdefekt (CTD) diagnosticeret. Senere fandt man også andre folk med sygdommen, men selv om man havde en ide om, at der var flere udiagnosticerede færinger, som havde sygdommen uden at vide det, så blev der ikke iværksat nogen særlige tiltag for at finde frem til disse folk. Det var først i 2008, da en ung kvinde døde pludselig, få dage efter, at hun havde fået diagnosen CTD. Mange var forargede over, at hun ikke blev sat i behandling med det samme, efter diagnosen var blevet kendt, for så havde hun overlevet. Behandlingen består i tilskud af karnitin i store mængder. Og så skete der noget, færinger fik tilbud om at få en blodprøve undersøgt for CTD, undersøgelsen var gratis for nærmeste familiemedlemmer til personer med CTD, og kostede kun 100 danske kroner. Man fandt flere personer, som havde sygdommen og de blev indlagt omgående og kom i behandling. Siden 2009 undersøges alle nyfødte færøske børn rutinemæssigt for CTD i forbindelse med PUK-prøven.
Ca. en trediedel af alle færinger har hidtil (2014) ladet sig undersøge for CTD. Forskere mener ud fra det statistiske materiale, at mindst en ud af hver 1000 færinger har sygdommen CTD. Men selv om mange unge og børn fra Færøerne er døde af CTD, så har man også fundet flere ældre personer med sygdommen. Forskere har fundet ud af, at karnitin, som folk med CTD mangler, findes specielt i rødt kød og i hvalkød, og den tyske forsker, Ulrike Steurwald, som har forsket på Færøerne i flere perioder og flere år tilsammen, har en teori om, at det at færinger har spist så meget fårekød og hvalkød med højt indhold af karnitin, har reddet livet hos personer med CTD, og at det at færinger i nyere tid har ændret deres madvaner fra at spise traditionel færøsk mad rig på kød, nu spiser mere af udenlandsk mad som pizza og lignende, som ikke indeholder karnitin, og derfor er der nu flere som er døde af sygdommen end tidligere.
Hvalkød indeholder bl.a. karnitin, taurin og selen. Hvalspæk indeholder signifikante mængder af D-vitamin, som en stor del af færinger mangler. Årsagen til at færinger mangler D-vitamin kan være mangel på sollys, specielt i vintermånederne, og ændringer i madvaner fra traditionel færøsk mad til pizza, kyllinger mm. som ikke indeholder nok af D-vitamin. Fedtet fra pattdyr fra havet er gode kilder til de fedtopløselige A, D og E-vitaminer.

### Ældste færing spiste grind
Theodor Thomassen fra Sørvágur (1908-2016) blev den ældste person på Færøerne nogensinde, han blev 107 år gammel. Han var åndsfrisk indtil det sidste og var ved godt helbred indtil to måneder før sin død, bortset fra almindelig alderdomssvækkelse som nedsat hørelse mm. Da han fyldte 105 år fik han besøg af Kringvarp Føroya, der bl.a. spurgte ham, hvad han plejede at spise igennem sit lange live. Han sagde, at han havde spist det som man kunne kalde fattigmandskost. Han havde selv fanget de fisk, som familien spiste, han roede ud til kystfiskeri alene i sin båd indtil han var 95 år gammel og skaffede middagsmad til familien, og derudover havde han spist megen grind. Færøske og udenlandske forskere er ellers kommet frem til den konklusion, at grindehvalen nu er så forurenet, at den er sundhedsskadelig. Det anbefales derfor, at folk spiser grind med måde, højst engang om måneden.

## Miljøforurening af kødet og spækket
Allerede i 1977 viste forskning, at kød fra grindehvaler indeholder så meget kviksølv og andre miljøgifte, at det er problematisk. Resultatet blev i første omgang en anbefaling om højst at spise grindekød en gang om ugen, og undgå lever og nyrer. I 2008 fik ny forskning Landslægen, Høgni Debes Joensen og Pál Weihe, overlæge og videnskabsmand, til at udsende en ny anbefaling (tilmæli) til færøske politikere, hvori de sagde, at kød og spæk af grindehvaler var uegnede at spise pga. forurening. Grindefangst og det at spise hvalkød og spæk blev dog ikke forbudt på Færøerne, og i 2011 sagde Johan Dahl, erhvervsminister, at Heilsufrøðiliga Starvsstovan (som er Færøernes veterinære og fødevare myndigheder) ville komme med en ny anbefaling angående hvalkød og spæk. Han udtalte i Lagtinget, som svar til en forespørgsel fra Jenis av Rana, lagtingsmedlem, som havde spurgt om hvornår færinger kan forvente at få en ny vejledning om grind (hvalkød og spæk) som menneskeføde. I en anden forespørgsel til erhversministeren spurgte Bjørn Kalsø, lagtingsmedlem, om indholdet af dioksin og dioxinlignende PCB'er i maden og om hvad færøske myndigheder gjorde for at undersøge dette. I svaret sagde Johan Dahl, erhvervsminister (vinnumálaráðharri), blandt andet, at dioksinindholdet i kød, mælk, smør, talg og andre produkter fra kvæg og får var lavt, indholdet af dioksin og dioksinlignende PCB i fisk som f.eks. torsk, helleflynder og laks fra havbrug var ligeledes lavt og under EU's grænseværdier. Dog kunne Heilsufrøðiligs Starvsstovan sige ud fra deres undersøgelser, at fedtet fra malemukken og spækket fra grindehvalen havde høje værdier af disse giftstoffer. De ville senere pr. 1. mai 2011 komme med en ny vejledning om hvor ofte det var tilrådeligt at spise hvalkød og spæk.
Den 1. juni 2011 kom en ny anbefaling fra Heilsufrøðiliga Starvsstovan, som har ansvaret for veterinære forhold og fødevaresikkerhed på Færøerne. I denne anbefaling anbefaler de, at voksne spiser højst et måltid hvalkød og hvalspæk om måneden, og at ingen overhovedet spiser nyrer og lever fra grindehvalen. De har også særlige anbefalinger til kvinder og piger i den fødedygtige alder. Anbefalingen lyder, at piger og kvinder slet ikke bør spise hvalspæk, indtil de har født de børn, som de skal have. Derudover anbefaler de, at gravide kvinder, ammende kvinder og kvinder som har planer om at blive gravide indenfor 3 måneder skal lade være med at spise hvalkød.

## Grindefangst i kulturen
I færøsk kunst er grindefangsten et vigtigt motiv for nogle kunstnere, f.eks. for Sámal Joensen-Mikines (1906-1979). Enkelte af grindedrabsmalerierne af Mikines er udstillet på Færøernes Kunstmuseum i Tórshavn.
I litteraturen kendes grindefangst også. I Heðin Brú's roman Feðgar á ferð (Fattigmands ære) er en beskrivelse af en grindefangst. Grindefangst er også hovedtemaet i Grindevisen af Christian Pløyen, som var dansk amtmand på Færøerne i perioden (1830-1847), han skrev Grindavísan, der er et færøsk kvad på 58 vers, skrevet på dansk. Kvadet blev udgivet i København i 1835. Omkvædet lyder således: "Raske drenge grind at dræbe, det er vor lyst". I sidste vers beskriver digteren, hvorledes grindemændene i deres både synger salme for at takke Gud for at skænke dem hvalen: "Højt toner i stille midnatsstund, til Herren, som hvalen gav, de fromme salmer fra hjertets grund, henover det rolige hav."
Grindevisen kendes endnu og kvædes stadig af færøske danseforeninger. Grindevisen er også udgivet i en ny, forkortet og anderledes udgave af det færøske heavy metal band Týr, melodien er dog nogenlunde den samme og teksten er den samme, dog stærkt forkortet og med instrumenter, hvor der i færøsk kædedans ikke bruges instrumenter.
Suðuroyar Sparikassi bruger grindehvalen i dere logo.

## Grindefangst og dyrevelfærd
I forbindelse med fangsten er der adskillige faktorer der gør, at grindehvalerne risikerer at lide. I følge dyrevelfærdsorganisationer kan det blandt andet være stressende og traumatisk for hvalerne, at blive jagtet af motorbåde flere kilometer af gangen. Dette gælder både for de hvaler der bliver fanget, men også for de hvaler der overlever, og derfor bliver skilt fra deres flok. I følge dyrevelfærdsorganisationer er der risiko for, at hvaler der hales i land med en stump krog, der føres ned i deres blåsthul, kan lide under fangsten.
Der er forskellige meninger om, hvor lang tid det tager at aflive en grindehval under en grindefangst på Færøerne. Færingerne siger, at et veludført stik med en mønustingari (rygmarvsspyd) gør at grindehvalen dør efter 1-2 sekunder, efter at det er stukket med rygmarvsspydet, men dyreværnsorganisationer som f.eks. Sea Shepherd mener, at aflivningen tager ca. 30 sekunder og op til fire minutter. Flere eksperter påpeger, at en af årsagerne til, at dyreværnsorganisationer vælger at føre kampagner imod grindefangst, er det faktum, at det er godt TV, når seeren ser blodet i havet og mænd med knive stå foran de store dyr. I Danmark dør tre gange så mange marsvin i fiskenet, end der fanges grindehvaler på Færøerne, og det tager 5-10 minutter for et marsvin at drukne i et fiskenet, men det er der ikke mange dyreværnsorganisationer der gør noget ved. Det er svært at lave godt TV af det, derfor viser dyreværnsorganisationerne ingen eller kun lidt interesse for marsvinene, så er der mere sponsorpenge i grindefangsten på Færøerne, mener Peter Teglberg Madsen, hvalekspert og professor ved Århus Universitet.
Selvom aflivningen er hurtigt overstået, er der også her risiko for, at hvalerne lider i længere tid, mener organisationerne. For eksempel, hvis hvalerne kæmper imod, i forbindelse med de smerter man påfører dem, med krogen de bliver halet i land med, hvis hvalen ikke allerede er svømmet helt op på stranden. Modstanden udefra har ført til mange forbedringer af fangst og aflivningsmetoder. Tidligere kunne alle der ønskede det, deltage i grindefangst, men fra 1. maj 2015 er det ikke længere tilladt nogen at aflive en grindehval, medmindre vedkommende har været på kursus og fået undervisning i aflivningsmetoden. Grindeformænd kan forlange at se et bevis på, at vedkommende har deltaget i et grindekursus.

### Protester og tiltag til afskaffelse
Der har i nutiden internationalt været rejst kritik mod den traditionelle grindefangst. Fangstmetoden bliver kritiseret som dyrplageri, og det anføres at grindehval er en truet art. Fra færøsk side påvises det, at eftersom den årlige fangst kun udgør lidt over 0,01% af den samlede bestand, kan der næppe være tale om nogen trussel om udryddelse. På den anden side er der blevet gjort betydelige forbedringer hvad angår aflivningsmetoden. Den er strengt overvåget og reguleret med detaljerede bestemmelser, for at eliminere dyrenes lidelser.
Færinger har holdt fast ved sin traditionelle grindefangst på trods af kritikken, og de fleste sætter endnu stor pris på et godt måltid grindekød og spæk. Noget kunne dog tyde på, at de yngste generationer ikke helt deler deres forældres smag, så muligvis vil vi opleve, at konflikten mellem gammel hævdvunden tradition og moderne naturfilosofi helt af sig selv vil finde sin løsning om ikke så lang tid. Der er dog noget der tyder på, at Sea Shepherds anti-hvalfangskampagner på Færøerne har skabt en øget interesse blandt færinger for at bevare denne ældgamle tradition og mulighed for at anskaffe gratis mad, også blandt de unge.
Blandt de mest radikale modstandere er Sea Shepherd Conservation Society, en international non-profit dyreværnsorganisation. Organisationen udførte en kampagne i 1986 på Færøerne, hvor de havde konflikter med færøsk (dansk) politi. I 2011 kørte kampagnen "Operation Ferocious Isles", og i 2014 iværksatte organisationen "Operation Grindstop 2014", hvis erklærede mål var at forhindre grindefangst, mens de var der. De har valgt at være på Færøerne i det tidsrum, hvor de fleste grindefangster statistisk finder sted det vil sige om sommeren. Sea Shepherd ankom til Færøerne midt i juni 2014 og var tilstede på øerne indtil den 1. oktober 2014. Deres mål var og er at forhindre grindefangst ved brug af angiveligt ikke-voldelige midler, men dog stærkt konfrontationssøgende midler. Hertil råder organistationen blandt andet over flere både, som blev brugt til aktivt at genere fangst-operationerne til søs. De ankom med flere biler og campingvogne. I 2015 iværksatte de Operation Sleppið Grindini. Sea Shepherd vil ikke føre nogen aktion på Færøerne i 2016. I stedet vil de lave dokumentarfilm om grindefangst på Færøerne, ifølge dem selv for at skade dansk og færøsk turisme og derved forsøge at presse danske og færøske myndigheder til at forbyde grindefangst. Sea Shepherd Danmark mener, at grindefangst kun sker for underholdningens skyld, og at det er meget bedre, at færinger importerer fødevarer fra andre lande end at bruge lokale ressourcer som kød og spæk fra grindehvalen. Næstformanden i Sea Shepherd Danmark, Valentina Crast, mener, at det er ok at slagte havpattedyr på Grønland, for der handler det om at ernære sin familie, men på Færøerne kan færinger købe deres mad i supermarkedet. Hun nævnte i udsendelsen Deadline, at færinger da bare kunne købe ris, bønner og papaya i stedet. Alle de nævnte madvarer vokser i lande der ligger langt væk fra Færøerne og må derfor importeres flere tusinde kilometre, hvilket forurener miljøet.

#### GrindStop 2014 på Færøerne
Fra midten af juni til starten af oktober 2014 førte Sea Shepherd en kampagne på Færøerne, som de kaldte 'GrindStop 2014'. De første ankom til Færøerne i starten af juni 2014, den 4. juni skrev jn.fo, at de første Sea Shepherd folk var ankommet, der var et billede fra foreningens hjemmeside, hvor en af medlemmerne står et sted i Tórshavn og dirigerer en flyvende drone. Den 12. juni hørtes om forstærkning, da kørte de fra Paris mod Danmark med store autocampere og med speedbåde. Den 14. juni skrev vp.fo om Sea Shepherd, de refererede AFP, som havde skrevet, at Lamya Essemlali, som er formand for fransk Sea Shepherd, sagde, at deres strategi var først og fremmest at finde grindehvalerne, før færinger fandt dem, og derefter at drive dem ud på åbent hav, og hvis det ikke lykkedes, så ville de bruge andre metoder. De ville lægge sig aktivt ud i grindefangsten og samtidig dokumentere det og sende det ud til hele verden.
Sea Shepherd folkene kommer fra flere forskellige lande. De som kommer fra de nordiske lande havde ikke brug for at søge om visum men kunne frit rejse ind i landet. Folk fra visumpligtige lande måtte søge om visum for at få lov til at rejse til Færøerne, det er danske myndigheder, Udlændingestyrelsen, som udsteder visum til Færøerne.
Ifølge den færøske journalist, Elin Brimheim Heinesen, så havde Sea Shepherds tilstedeværelse på Færøerne og deres ofte fjendtlige udtalelser af færinger, ført til at flere færinger, som før har været modstandere af grindefangst, nu var blevet tilhængere af grindefangst.

#### Sleppið Grindini 2015
Sea Shepherd førte Operation Sleppið Grindini 2015 på Færøerne fra 15. juni til 1. oktober 2015. Kampagnen førte til flere konfrontationer mellem Sea Shepherd og færøsk/dansk politi og flere aktivister blev arresteret under grindefangst. Det lykkedes organisationen at få stor mediebevågenhed fra store nyhedsmedier fra hele verden. De tog i følge dem selv mange timers video og masser af billeder som de vil arbejde videre med for at skade færøsk og dansk turisme. Aktionen førte ligesom den forrige til ændringer af grindloven og andre lovændringer på Færøerne. Deres aktion fremskyndede også færøsk overtagelse af udlændingesager, da færinger ikke får opbakning til at forbyde Sea Shepherd for at komme ind i landet, og derfor ser det som eneste udvej, at overtage udlændingesager, så de selv kan bestemme, hvem der får lov til at komme ind i landet. Færøernes daværende erhvervsminister Johan Dahl, anmodede Folketinget om at forbyde grupper af aktivister, der inden de kom til Færøerne havde offentliggjort, at de kom for at bryde færøsk lovgivning. Den danske regering ønskede ikke at efterkomme de færøske ønsker. Aftalen om overtagelse af udlændingesager blev underskrevet i oktober 2015 af Færøernes udenrigs- og erhvervsminister Poul Michelsen og Danmarks udlændinge- og integrationsminister, Inger Støjberg. Efter planen skal overtagelsen ske i 2016.
Konfrontationerne førte til flere retssager. Den 7. august 2015 blev der afsagt dom i sagen mod fem Sea Shepherd aktivister fra grinden i Bøur og Tórshavn fra 23. juli 2015. Dommeren fandt alle fem skyldige i brud på Grindloven og dømte bøder fra 5.000 til 35.000 danske kroner. De dømte ankede dommen til Østre Landsret, og anklagemyndigheden kontraankede, da der var tale om en principiel dom. Sagen kom for Østre Landsret i Tórshavn den 9. og 10. marts 2016. Ved en anden straffesag i Østre Landsret, der skulle være i januar 2016, mødte ingen fra Sea Shepherd op i retten, og sagen blev derfor udsat. Dommen angående straffesagen i Østre Landsret om hændelserne i Bøur og Tórshavn blev afsagt den 17. marts 2016. Landsretten stadfæstede flere af dommene, hærdede enkelte og tre fik deres bøder nedsat til 25.000 kroner. Sea Shepherd nægter at betale bøderne. Anklagemyndigheden forbereder endnu en sag mod Sea Shepherd, hvor anklagemyndighedens påstand er, at folk fra Sea Shepherd satte flere menneskeliv i fare ved at sejle hensynsløs på tværs af bådene der deltog i grindefangsten. Blandt disse var en 10-årig dreng, to sømænd og to politifolk.